# The Chadford Diamonds
The Chadford Diamonds è un cortometraggio muto del 1915 diretto da George Reehm (come George E. Reehm). Il film, prodotto dalla Biograph, era interpretato da Charles Perley, Augusta Anderson, Charles Bennett, Madge Kirby e Robert Nolan.

## Produzione
Il film fu prodotto dalla Biograph Company.

## Distribuzione
Distribuito dalla General Film Company, il film - un cortometraggio in una bobina - uscì nelle sale cinematografiche statunitensi il 19 luglio 1915. Non si conoscono copie ancora esistenti della pellicola che viene considerata presumibilmente perduta.